# Rámusíci

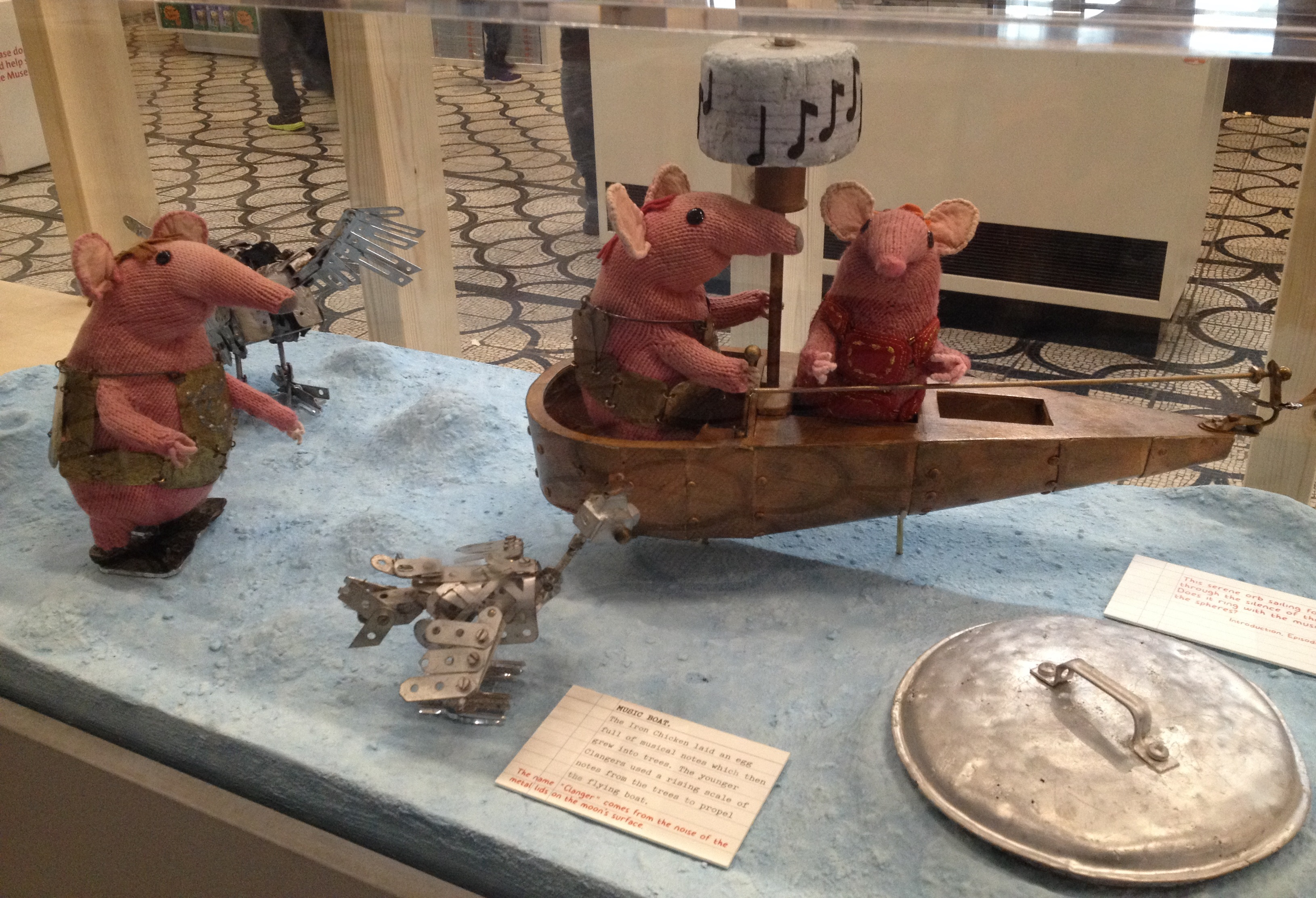
Loutky ze seriálu v muzeu

Rámusíci (v anglickém originále The Clangers) je dětský animovaný televizní seriál BBC vysílaný v letech 1969–1972. Od roku 2015 vzniká nová série. Tvůrcem seriálu je animátor Oliver Postgate. První řada byla natočena v letech 1969–1970, druhá ve letech 1971–1972.
První třináctidílnou řadu odvysílala i Československá televize od 2. srpna 1972 v rámci Večerníčku.
Seriál pojednává o malých mimozemšťanech, podobných krysám, kteří obývají malý asteroid.